# Maximiliaen Le Maire
Maximiliaen Le Maire, auch Maximiliaan, le Maire, Lemaire (geboren am 28. Februar 1606 in Amsterdam; gestorben um 1654, möglicherweise in Batavia), war Direktor der niederländischen Station in Japan und Gouverneur Niederländisch-Formosas in Diensten der Niederländischen Ostindien-Kompanie (VOC).

## Leben
Maximiliaen Le Maire übernahm die Handelsstation in Japan am 14. Februar 1641 und reiste gleich nach seiner Ankunft nach Edo. Aber Shōgun Tokugawa Iemitsu weigerte sich, ihn zu empfangen und ließ ihm durch seine Kommissare mitteilen, die Niederländer müssten die Handelsstation Hirado aufgeben und die Station nach Nagasaki verlagern, wo eine künstliche Insel namens Deshima aufgeschüttet worden war. Das bedeutete, von der freundlichen Unterstützung der Daimyō von Hirado unter die strenge Aufsicht des Shogunats zu wechseln. 
Die Anweisung war nicht zu ignorieren und so wurde Hirado am 22. Mai 1641 aufgegeben. Deshima wurde für die nächsten 200 Jahre der einzige Ort, an dem sich Europäer in Japan aufhalten konnten. Le Maires Dienstzeit endete am 30. Oktober 1641.
Von 1643 bis 1644 fungierte Le Maire als Gouverneur Niederländisch-Formosas.